# Schloßbühl (Göggingen)
Der Schloßbühl ist ein Berg bei Göggingen, einem Ortsteil der Gemeinde Krauchenwies im Landkreis Sigmaringen in Baden-Württemberg. Aufgrund des Namens wird darauf ein Burgstall vermutet, der bisher allerdings nicht nachgewiesen werden konnte.

## Lage
Der Standort der abgegangene Burg ist nicht genau lokalisiert, doch lassen die Flurnamen „am Schloßbühl“ (48° 0′ 40″ N, 9° 11′ 30″ O) und „am Burgstall“ (48° 0′ 44″ N, 9° 11′ 26″ O) die einstige Burg nördlich des Dorfes Göggingen vermuten.
Der Flurname „am Schloßbühl“ wurde 1686 urkundlich genannt und bezeichnet den Hügel, der sich linkerhand des Schlattwegs erhebt. Der Name könnte auf ein ehemaliges Schloss schließen lassen, was aber bisher nicht nachgewiesen werden konnte.
Der Flurname „am Burgstall“ (auch als „der Letten“ genannt) wurde 1396 erwähnt und bezeichnet eine Anhöhe nördlich vom „Schloßbühl“. Eine weitere Erwähnung stammt aus dem Jahr 1501 mit dem Flurnamen „auf dem weißen Rain am Burgstall“. Das Gelände hinter dem Schloßbühl fällt in eine Senke ab und erhebt sich sofort wieder zu einem Rücken, der höher ist als der Schloßbühl. Dort besteht eine gute Aussicht über das ganze Ablachtal und den weiten Umkreis. Die seltsamen Bodenerhebungen könnten auf Reste von Fundamentwerk hindeuten.
Die Lage kann auch auf einen römischen Wachturm zur Sicherung der Straßen hindeuten. So befand sich in Laiz eine wichtige Straßenkreuzung mit Furt durch die Donau, die Zeugnis des römisch besetzen Landes war.
Nordwestlich über dem „Schloßbühl“ befindet sich eine 1602 als „in der Fischgrueb“ und 1621 als „bei der Fischgrueben“ erwähnte Hochmulde. Dieses Gelände hat wasserreichen hochmoorigen Boden, noch in den 1970er Jahren wuchs Schilfrohr als letzter Zeuge einer offenbar dort einst angelegten Fischgrube.

## Geschichte
Über die Erbauer liegen keine gesicherten Informationen vor, doch könnten die Burg im Zusammenhang mit dem ehemaligen Ministerialegeschlecht der Ritter von Göggingen stehen. Diese wurden zwischen 1202 und 1473 urkundlich genannt.
Unweit nördlich des Schloßbühls führen zwei alte Straßen vorbei. Bei diesen als „Alte“ und „Neue Poststraße“ bekannten Wege könnte es sich um ehemalige Heer- beziehungsweise Römerstraßen handeln.
Zwischen Frühherbst 1968 und Juli 1970 wurde das Teilstück Deutwang/Kalkofen bis Laiz der Bodensee-Wasserversorgung verlegt. Die mit Spannbetonrohren ausgeführte Leitung führt von Ringgenbach kommend unter der Ablach hindurch, den Steilhang auf dem Schloßbühl hinauf und über den Sattel zwischen Schloßbühl und Burgstall weiter in Richtung Laiz.

## Die Sage vom Gögginger Schloßbühl
Gustav Kempf hat 1932 im Sankt-Konrads-Kalender die nachfolgende Geschichte „Der Schloßbühl“ über die Sage vom Gögginger Schloßbühl geschrieben. Die Geschichte lehnt sich inhaltlich an das bekannte Schloßbühl-Gedicht an.

„Es ist etwas Heiliges um das Brot. Als ob es eine Wallfahrt wäre, so feierlich ging meine selige Mutter alljährlich am Sonntag nach dem Dreifaltigkeitsfeste mit mir durch die heranreifenden Kornfelder, um diesen nach altem heimatlichem Bauernbrauch das Dreifaltigkeitswasser zu bringen. Da lag mein Heimatdörflein sonntags friedlich unten im Ablachtal, und rings um uns auf den Höhen betreute der liebe Gott die wohlgepflegten Saaten mit seinem Sonnensegen.
Warum nun die Mutter so oftmals dabei sich die feuchten Augen wischte? Und so sorgenvoll schaute sie immer. Auch dann, wenn wir bei einem Acker angelangten, auf dem der Himmel den Tatenwurf meines Vaters zu reicher Hoffnung hatte heranwachsen lassen. Ich verstand die Not noch nicht sie auf den bebenden Lippen den Weihespruch: ‚Walt Gott Vater, Sohn und Heiliger Geist!‘. Oft konnte ich sie zwischen Acker und Acker stehen sehen mitten unter den grünen Halmen, die Hände gefallet, die tränenvollen Augen zum Himmel gerichtet: ‚Oh du guter Gott, bewahre uns vor Blitz und Hagelschlag und gib uns dadurch auch heuer wieder unser liebes Brot.‘ Von meiner Mutter hab ich es gelernt: es ist etwas Heiliges um das Brot.
Da geht im Norden des Dorfes ein Höhenzug. Der trennt das kleine Tal der Ablach vom oberen Donautal. Diesem Höhenzug springt ein Hügel hervor, der trägt den Namen Schloßbühl. Und ist doch kein einziger Stein mehr Zeuge eines einstigen Schlosses, das da oben gestanden.
Mein Vater aber - Gott hab ihn selig - wusste mir etwas Unheimliches davon zu sagen, wenn wir am Schloßbühl vorbei in unseren Schlattwald gingen und ich mit hundert Fragen neben ihm hertippelte: ‚In altenen Zeiten ist's gewesen. Da trugen die Hütten unserer Vorfahren im Dorf drüben noch Strohdächer. Die reichten so weit auf den Boden herunter, dass man sie fast mit der Hand erreichen konnte. Grad wie eine Herde ängstlich verscheuchter Schäflein um einen Hirten, so duckten sich die Hütten um die armselige Kirche herum. Denn groß war dazumal die Not der armen Leute. Auf dem Schloßbühl hauste nämlich in seiner Burg ein gar böser Ritter. Der bedrängte die Bauern wie ein harter Fronvogt mit allerlei Zinsen und Zehnten, abgaben und Diensten und trieb mit den wehrlosen Dorfbewohnern ein gottvergessenes Spiel, indem er ihre kostbare Frucht in wilder Jagd mit seinen wüsten Gesellen zuschanden ritt. Da war viel Angst und Not im Dorf.
Einmal war, wie schon so oft, wieder große Hunger im Tal. Da holte der Böse vom Schloßbühl von den elend darbenden Bauern auch noch das letzte Körnlein aus den Speichern. Und ließ die Männer knirschen, die Mütter weinen und die Kinder sterben.
Weil sie den Jammer nicht mehr mit ansehen konnten, wagten sie endlich zwei ehrwürdige Greise auf den Schloßbühl hinauszugehen, um dort für die verzweifelten Bauern Barmherzigkeit zu erwirken. Sie hatten aber kaum mit ihrer Bitte begonnen, als der harte Mann sie durch einen greulichen Fluch unterbrach, darob sein Weib ein höhnisches Gelächter anschlug.
Da kam das Kind des Ritters zur Tür herein und lief weinend auf die Mutter zu. Es war draußen im Burghof in den Schmutz gefallen und war nun ganz übel mit Schmutz bedeckt. Und jetzt mußten die beiden zitternden Greise mit ansehen, wie das Weib den schönen Laib Brot, der aus der Rinde heraushöhlte und damit den schmutz aus Gesicht und Gewand des Kindes wischte. Das so verunehrte Brot aber warf es hohnlachend gegen das hungernde Dorf zu Fenster hinaus.
Als die beiden Alten den Frevel sahen, da bekreuzigten sie sich vor Entsetzen und stürzten hinaus aus der Burg, den Abhang hinunter, als hätten die den Leibhaftien selbst gesehen. Die Leute aber sahen vom Dorf aus wie sich mit einem Mal eine finstere Wolke über dem Schloß zusammenzog. Daraus zuckte ein wildes Feuer und mit einem fürchterlichen Donnerschlag schlug Gottes Zorn Schloß und Bewohner tief in den Berg. Manche wollen einen schwefelfeurigen Drachen gesehen haben, der niederfuhr in die Burg.
Vor vielen Jahren hat man nach dem Schloß gegraben aber weder Schloß noch von seinen sündigen Bewohnern hat man je seitdem etwas gefunden.
So strafe Gott den Übermut und schützte seine kostbaren Gabe, die aus viel Fließ und Tränen, Sorgen und Hoffen, Gebet und Gotteshuld emporwachsen muß.
Schau Bub, drum zeichnet auch unsere liebe Mutter über jeden frischen Laib, den sie für uns aufschneidet, erst mit dem Messer in Ehrfurcht das Kreuz. Vergiß es nie! Es ist etwas Heiliges um das Brot.‘“

## Anlage
Informationen zu Umfang und Architektur der Anlage sind aufgrund des unsicheren Standortes nicht bekannt. Jedoch könnte es sich bei den Bodenformen um die erhalten Reste von künstlichen Böschungen handeln. Eine Luftbilduntersuchung oder eine Grabung könnten Klarheit bringen.
Auf eine erste Anfrage von Herbert Fießinger und Vor-Ort-Begehung mit einem Vertreter des Denkmalamtes 2007 sowie einer weiteren privaten Anfrage beim Landesamt für Denkmalpflege Baden-Württemberg bezüglich des Schutzstatus der Flurstücke ergab, dass vorerst keine Dringlichkeit und Interesse an einer archäologischen Untersuchung, geschweige denn Landesmittel für eine Sondage, Stratum oder Ausgrabung zur Verfügung stehen.
Man nannte Burgstall solche Stellen, auf denen einmal eine mittelalterliche Burg gestanden ist. Oft sind noch Ruinen, oder geringe Reste erhalten, oftmals aber blieb nur noch Name und Erinnerung wie in diesem Fall. Deshalb scheint es wahrscheinlicher, dass es sich hier einst entweder um eine keltische Viereckschanze oder Kultplatz handelte, oder eher einen römischen Wachturm zur Sicherung der nahen Römerstraße, die am Hohschirm im Wildpark Josefslust vorbei führte.
Die Burganlage, sollte es sie auf dem Schloßbühl geben, ist durch eine wandernde Abbruchkante an seiner Südwestseite, am sogenannten „Täschle“, bedroht. Diese ist auf einen Erdrutsch vom 28. Februar 1937 zurückzuführen, bei dem sich etwa 200 Kubikmeter Erde, Kies und Sand in Bewegung setzten. Dabei wurden viele kleine Tännchen und Fohren mitgerissen und zugedeckt. Inwieweit die Fernwasserleitung der Bodensee-Wasserversorgung schuld an einem weiteren Abbröckeln des Schloßbühls ist, kann gegen die Meinung einiger Wenigen der Bevölkerung Göggingens nicht bewiesen werden.